# Droga wojewódzka 486
Die Droga wojewódzka 486 (DW486) ist eine 26 Kilometer lange Droga wojewódzka (Woiwodschaftsstraße) in der polnischen Woiwodschaft Łódź. Die Strecke in den Powiaten Wieluński und Pajęczański verbindet die Landesstraßen DK43 und DK42.

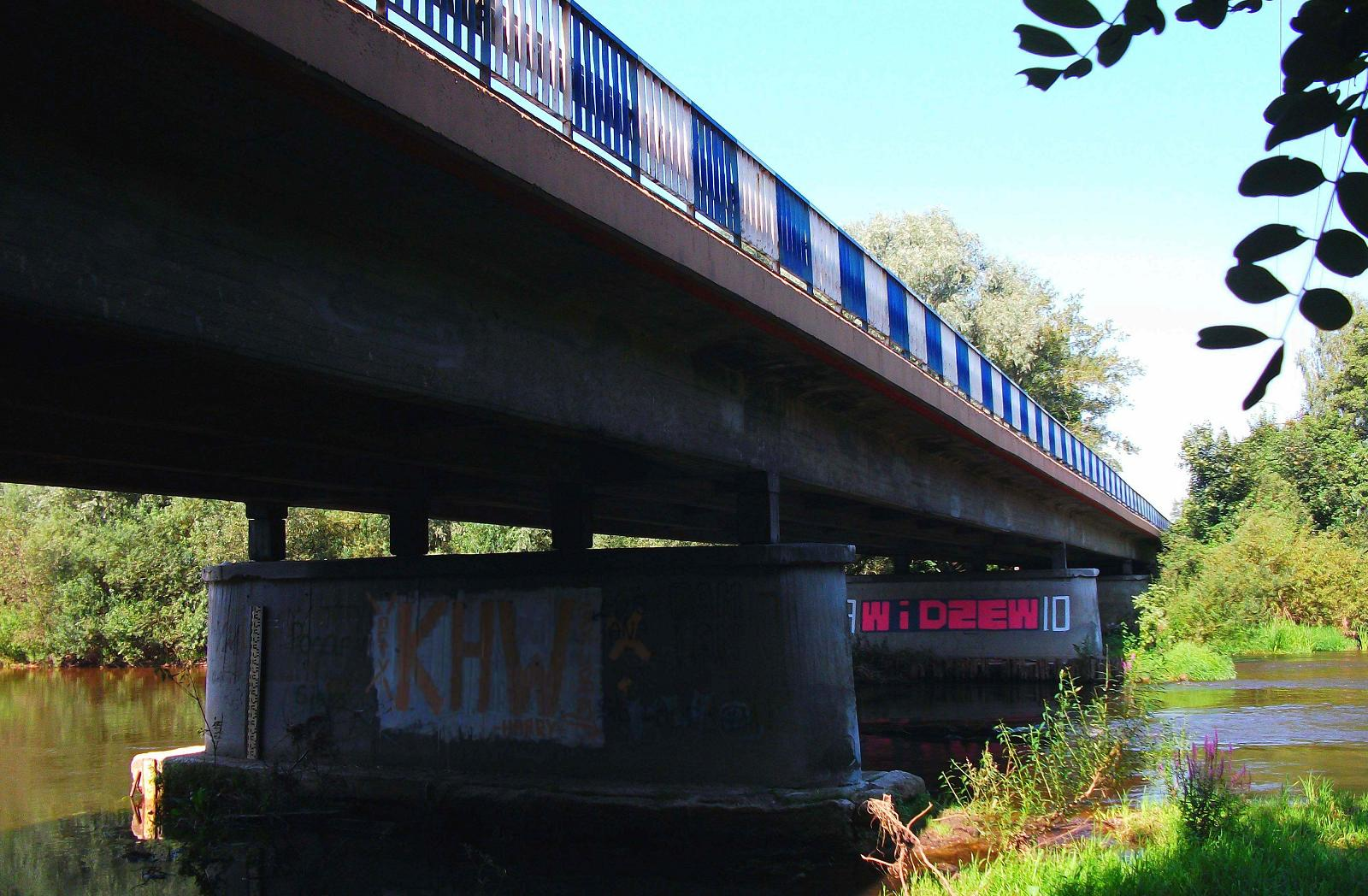
Warthe-Brücke in Krzeczów

Die Straße verläuft von der Stadt Wieluń (deutsch Welun) in östlicher Richtung bis Krzeczów. Dort führt eine Brücke über die Warthe (polnisch Warta). Hinter dem Ort verläuft sie in südöstlicher Richtung bis zur Stadt  Działoszyn (Dzialoszyn).

## Streckenverlauf
Woiwodschaft Łódź, Powiat Wieluński
-  Wieluń (Landesstraße DK43)
- Ruda
- Wierzchlas
-  Krzeczów, Brücke über die Warthe

Woiwodschaft Łódź, Powiat Pajęczański
- Szczyty
-  Działoszyn (Landesstraße DK42)